# Tràm trà
Tràm trà (tên khoa học: Melaleuca alternifolia) là một loài thực vật có hoa trong Họ Đào kim nương. Loài này được (Maiden & Betche) Cheel miêu tả khoa học đầu tiên năm 1924. Dầu cây trà chiết xuất từ cây này là một loại dầu tràm.

## Hình ảnh

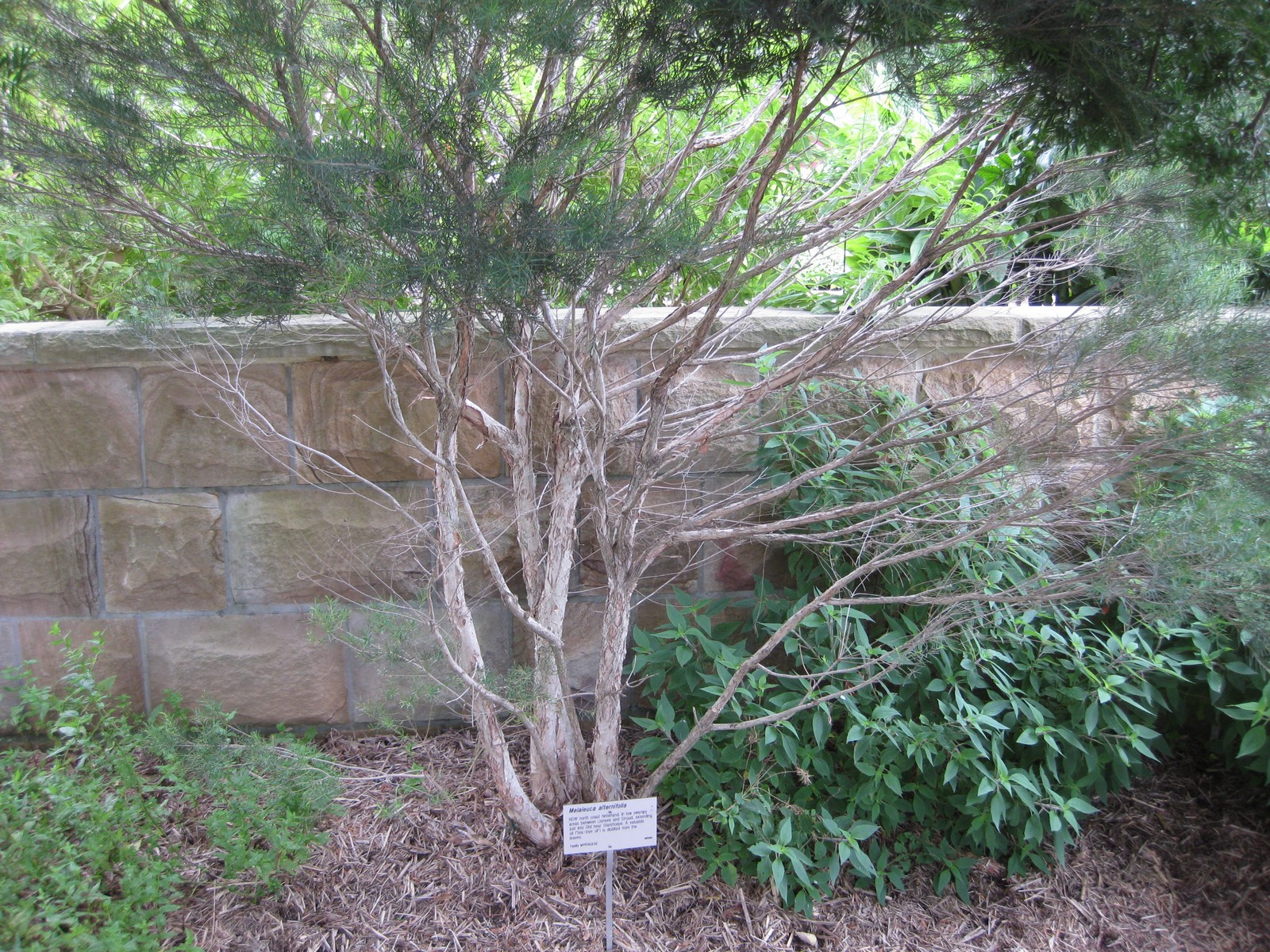
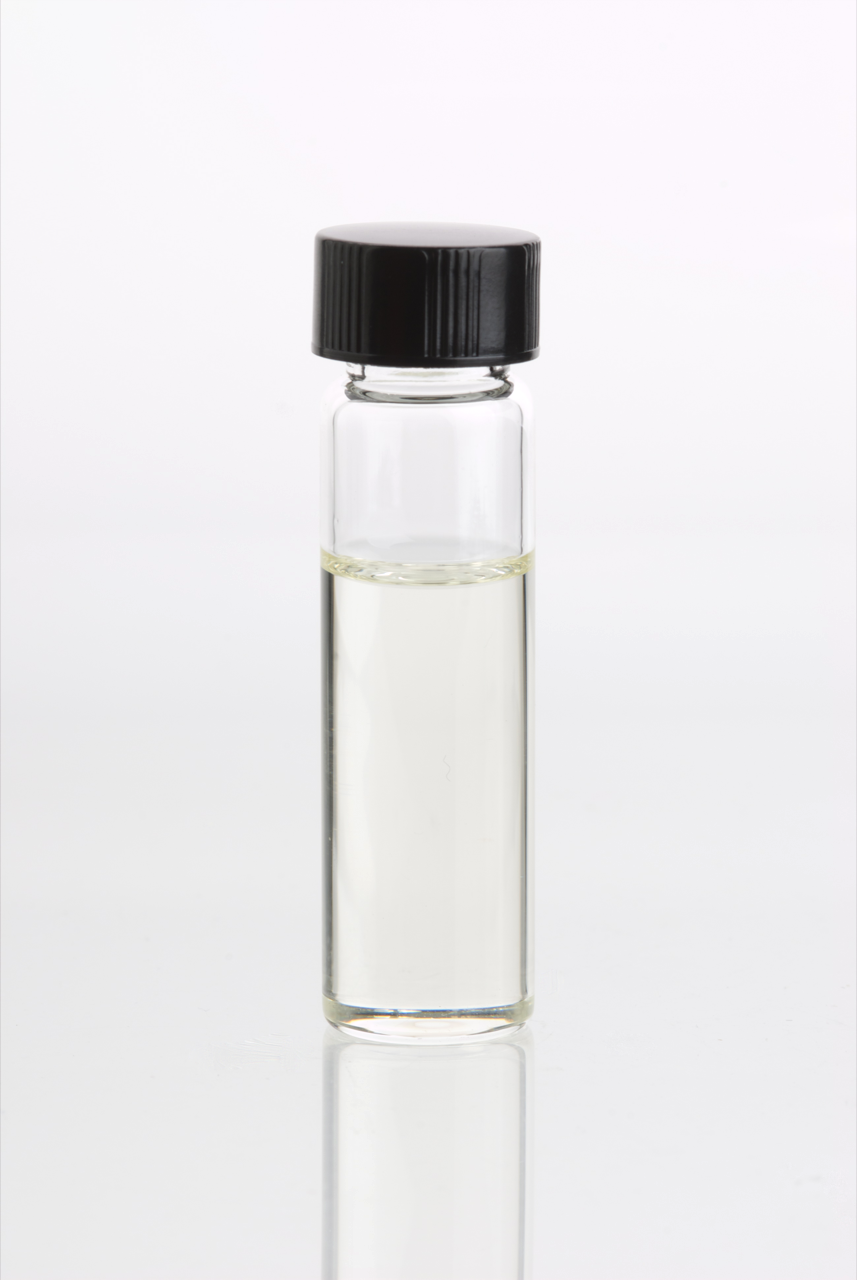
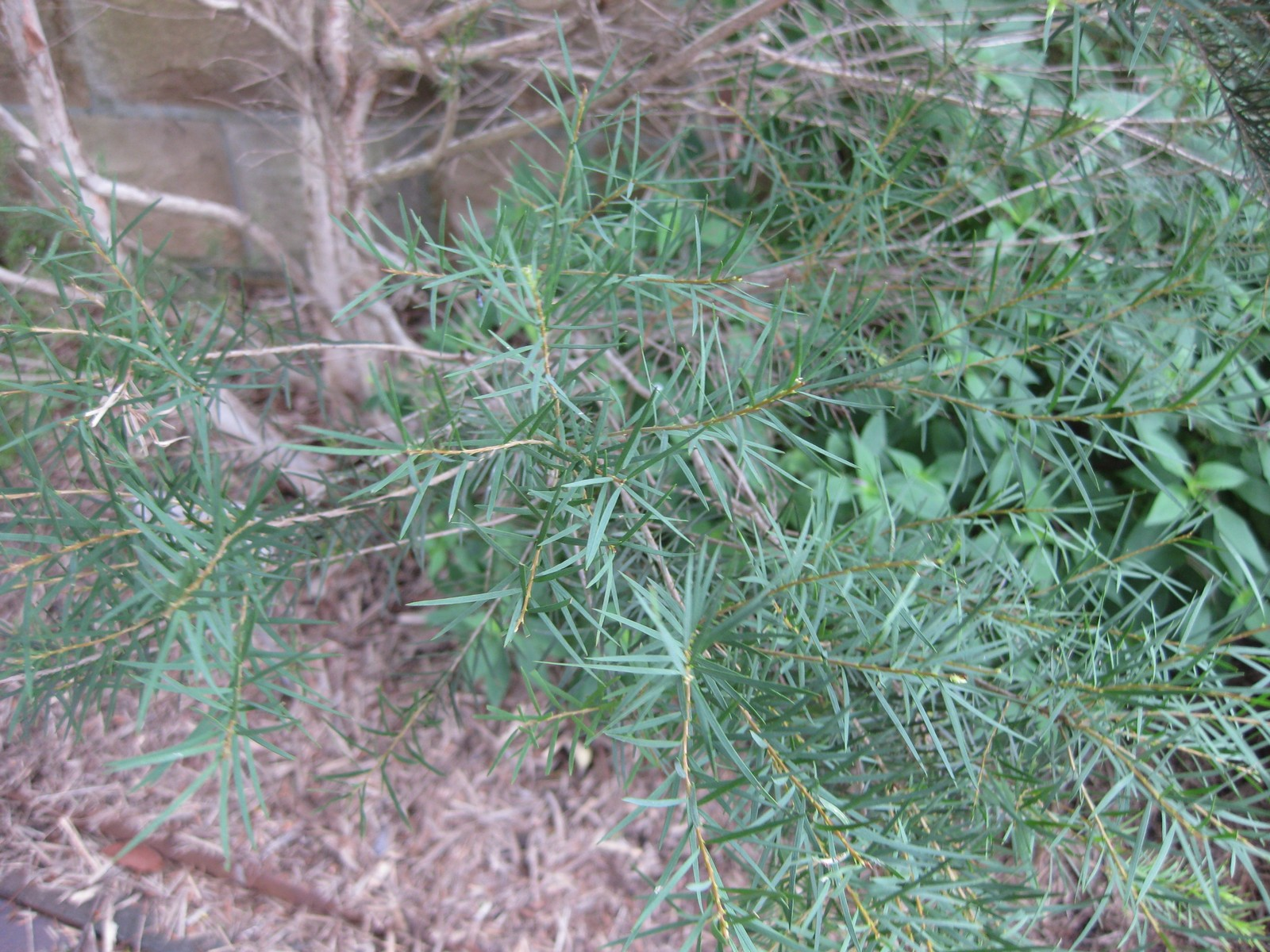
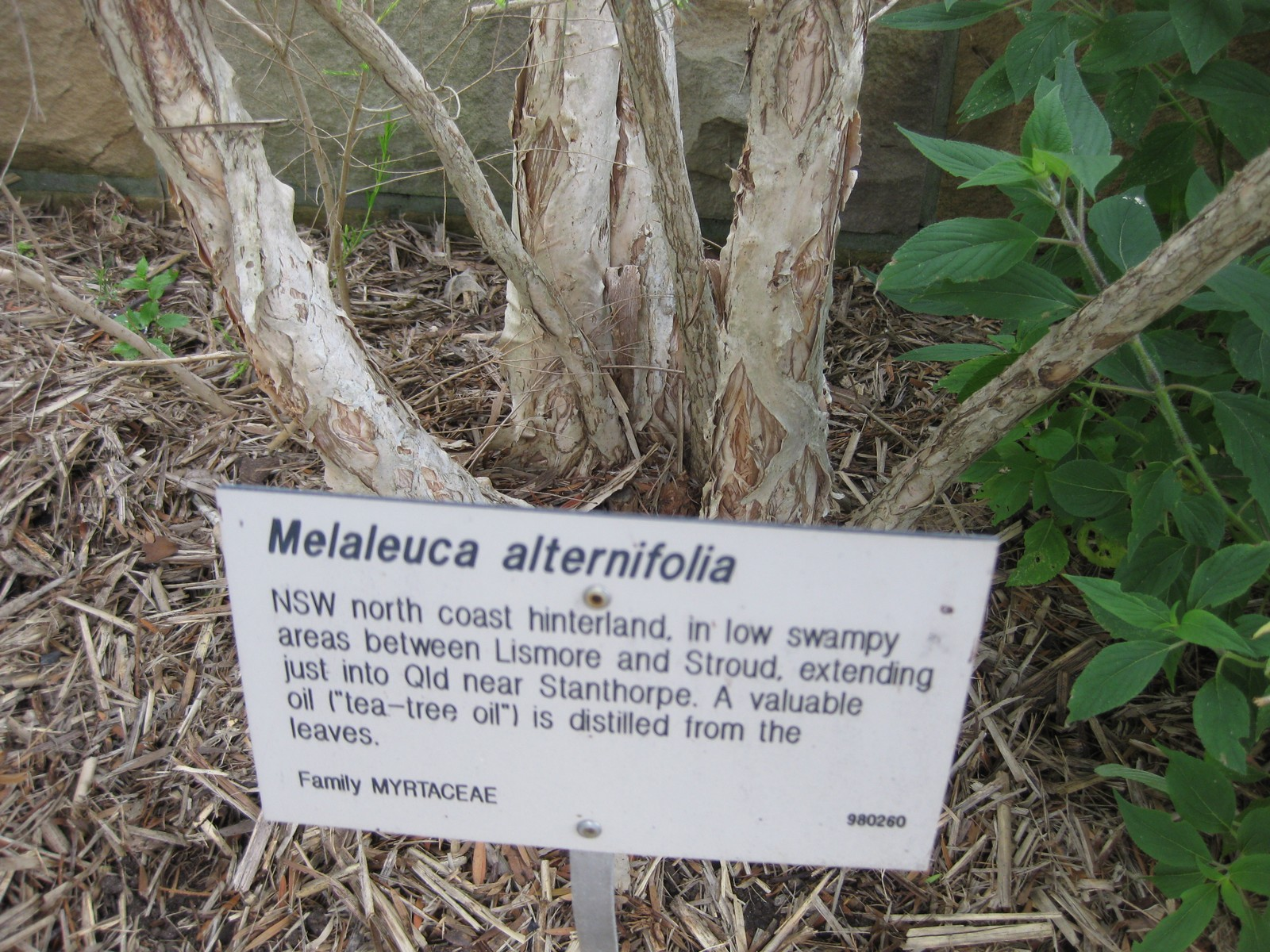